# Simon van der Meer
Simon van der Meer (Hag, 24. studenog 1925. – Ženeva, 4. ožujka 2011.), nizozemski fizičar. Diplomirao (1952.) na Visokoj tehničkoj školi fizike u Delftu. Bio je zaposlen u Philipsovim laboratorijima u Eindhovenu (od 1952. do 1956.) i na CERN-u u Ženevi (od 1956. do 1990.). Radio je na konstrukciji sinkrotrona od 28 GeV, te bio idejni začetnik i konstruktor uređaja za fokusiranje snopova elementarnih čestica, što je omogućilo otkriće W-bozona i Z-bozona. Za taj doprinos dobio je Nobelovu nagradu za fiziku 1984. s C. Rubbijom.

## W i Z bozoni
W i Z bozoni su elementarne čestice prijenosnici slabe nuklearne sile, odgovorne za raspade protona u neutrone i obrnuto. Za razliku od ostalih baždarnih bozona, mase mirovanja su mi različite od nule, a iznose 80,4 i 91,2 GeV/c2, što je gotovo 100 puta više od mase protona, zbog čega im je djelovanje ograničeno na atomsku jezgru.

### W-bozon
W-bozon (oznaka W±) je subatomska čestica koja kao prijenosnik temeljne slabe nuklearne sile postoji u dva električki nabijena stanja, u negativnom stanju je čestica, a u pozitivnom stanju je antičestica. Sa Z-bozonom, gluonom i fotonom čini skupinu baždarnih bozona elektroslaboga i jakoga međudjelovanja (jaka nuklearna sila). W-bozoni otkriveni su 1983. u CERN-u u Ženevi, u skladu s predviđanjima modela S. L. Glashowa, S. Weinberga i A. Salama (Nobelova nagrada za fiziku 1979.). Njihova razmjerno velika masa, mW = 80,385 ± 0,015 GeV/c², objašnjava kratkodosežnost i izrazito malu jakost slabe sile pri uobičajenim niskoenergijskim procesima subatomskih čestica.

### Z-bozon
Z-bozon (oznaka Z) je subatomska čestica koja je prijenosnik temeljne slabe sile, električki je neutralna i sama sebi antičestica. S W-bozonom, gluonom i fotonom čini baždarne bozone elektroslaboga i jakoga međudjelovanja. Z-bozoni otkriveni su 1983. u CERN-u u Ženevi, u skladu s predviđanjima modela S. L. Glashowa, S. Weinberga i A. Salama (Nobelova nagrada za fiziku 1979.). Njihova razmjerno velika masa, mZ = 91,1875 ± 0,0021 GeV/c², objašnjava kratkodosežnost i izrazito malu jakost slabe sile pri uobičajenim niskoenergijskim procesima subatomskih čestica.